# Valea Mare (okręg Dolj)
Valea Mare – wieś w Rumunii, w okręgu Dolj, w gminie Melinești. W 2011 roku liczyła 8 mieszkańców.